# فرناندا رودريغوس
فرناندا رودريغوس (بالبرتغالية: Fernanda Rodrigues‏) هي ممثلة برازيلية، ولدت في 21 أكتوبر 1979 في ريو دي جانيرو في البرازيل.

## وصلات خارجية
- فرناندا رودريغوس على موقع IMDb (الإنجليزية)
- فرناندا رودريغوس على موقع أول موفي (الإنجليزية)
- فرناندا رودريغوس على موقع قاعدة بيانات الفيلم (الإنجليزية)
- فرناندا رودريغوس على موقع كينوبويسك (الروسية)